# أندي سوتون
أندي سوتون (29 نوفمبر 1985 بورسستر في المملكة المتحدة - )  (بالإنجليزية: Andy Sutton)‏ هو لاعب كريكت بريطاني. لعب مع Herefordshire County Cricket Club ‏ ونادي مقاطعة سومرست للكريكت ‏ وWiltshire County Cricket Club ‏.

## وصلات خارجية
- أندي سوتون على موقع إي آس بي آن كريك إنفو (الإنجليزية)